# Pleurozia heterophylla
Pleurozia heterophylla là một loài rêu trong họ Pleuroziaceae. Loài này được Stephani ex Fulford mô tả khoa học đầu tiên năm 1972.
Danh pháp khoa học của loài này chưa được làm sáng tỏ. 